# Batty Weber
Batty (Jean-Baptiste) Weber (Rumelange, 25 de novembro de 1860 — Luxemburgo, 15 de dezembro de 1940) foi um jornalista luxemburguês, considerado um dos autores mais influentes do Luxemburgo, onde contribuiu demasiadamente no desenvolvimento da identidade nacional do país. O seu estilo é caracterizado por seu senso de humor e uso hábil da ironia.

## Biografia
Nascido a 25 de novembro de 1860 em Rumelange, no sudoeste do Luxemburgo, era filho de Michel Weber, um professor local, e de Marie-Catherine Klein. A família então se mudou para a comuna de Stadtbredimus, próxima ao rio Mosela, onde Weber passou grande parte da sua infância. Após estudar no Ateneu do Luxemburgo, estudou filologia nas universidades de Berlim e Bona, onde se interessou pelo teatro. Batty Weber casou-se com Emma Brugmann a 23 de julho de 1904.
Após concluir os seus estudos, Weber começou a trabalhar na administração do serviço público do Luxemburgo, onde desenvolveu as suas habilidades como estenógrafo. Não satisfeito com o trabalho administrativo, passou a escrever nos jornais, tendo publicado o seu primeiro conto "Mein Freund Günther" em Das Luxemburger Land no ano de 1883. Logo então passou a contribuir com artigos de notícias e contos nos jornais nacionais e estrangeiros. Após a publicação de "Wolf Frank" (1887) em Luxemburger Zeitung, Weber contribuiu em Escher Zeitung com "Bella Ghitta" (1889), a sua primeira história sobre a área de mineração do sul, seguida por "Hart am Abgrund" (1890), "Der Amerikaner" (1891) e "Die Verderberin" (1891). Em 1893, tornou-se o editor-chefe do jornal Luxemburger Zeitung.
Weber também escreveu poemas em luxemburguês, como "Dem Jabbo seng Kap". O seu primeiro romance bem-sucedido "Fenn Kass, Roman eines Erlösten" foi publicado em Kölnische Zeitung em 1912, antes de ser publicado como livro no ano seguinte. Enquanto os seus romances eram escritos em alemão, a maioria das inúmeras peças lúdicas de 1895 a 1922 foram escritas em luxemburguês, embora as obras "A Mondorf" (1900) e "Le couscous de la belle-mère" foram escritas em francês.
Em 1923, em comemoração ao centésimo aniversário de Dicks, Weber publicou a obra "Erënnerongen un den Dicks". Weber também promoveu os talentos culturais emergentes do Luxemburgo, incluindo autores como Alex Weicker, Marie-Henriette Steil, Albert Hoefler, Emile Marx e os pintores Joseph Kutter, Harry Rabinger, Jean Schaak e Nico Klopp. Uma das contribuições mais importantes de Weber para a identidade do Luxemburgo foi "Abreisskalender", uma coluna diária que ele contribuiu entre 1913 e 1940 para o "Luxembuger Zeitung", onde comentava sobre os itens de interesse cultural local.
Batty Weber morreu na cidade do Luxemburgo a 14 de dezembro de 1940, e foi enterrado no Cemitério de Nossa Senhora.

## Prémio Batty Weber
Em 1987, foi criado em sua homenagem o Prémio Batty Weber, o galardão literário nacional do Luxemburgo, atribuído a um escritor luxemburguês pela sua obra.

## Obras
- 1882: Mein Freund Günther
- 1889: Bella Ghita
- 1890: Hart am Abgrund
- 1891: Der Amerikaner
- 1891: Verderberin
- 1909: Über Mischkultur in Luxemburg
- 1912: Fenn Kaß
- 1922: Nick Carter auf dem Dorf
- 1923: Der Inseltraum
- 1926: Hände[7]